# Сикорски С-18
Сикорски С-18 (рус. Сикорский С-18) је руски тешки ловац који је производила фирма Сикорски. Први лет авиона је извршен 1916. године. 

Највећа брзина у хоризонталном лету је износила 100 km/h. Маса празног авиона је износила 1485 килограма, а нормална полетна маса 2100 kg. Био је наоружан са једним митраљезом калибра 7,7 mm.

## Наоружање
| Наоружање авиона: Сикорски С-18 |     |
| Ватрено (стрељачко) наоружање   |     |
| Топ                             |     |
| Митраљез                        |     |
| Број и ознака митраљеза         | 1   |
| Калибар                         | 7,7 |
| Бомбардерско наоружање (бомбе)  |     |
| Ракетно наоружање (ракете)      |     |